# Гжендзиці
Гжендзиці (пол. Grzędzice) — село в Польщі, у гміні Старгард Старгардського повіту Західнопоморського воєводства. Населення — 1018 осіб (2011).
У 1975-1998 роках село належало до Щецинського воєводства.

## Демографія
Демографічна структура станом на 31 березня 2011 року:
|          | Загалом | Допрацездатний вік | Працездатний вік | Постпрацездатний вік |
| -------- | ------- | ------------------ | ---------------- | -------------------- |
| Чоловіки | 488     | 102                | 357              | 29                   |
| Жінки    | 530     | 119                | 321              | 90                   |
| Разом    | 1018    | 221                | 678              | 119                  |